# Vũ Phúc (phường)
Vũ Phúc là một phường thuộc tỉnh Hưng Yên, Việt Nam.
Theo Nghị quyết số 1666/NQ-UBTVQH15 ra tháng 6 năm 2025, sáp nhập tỉnh Thái Bình vào tỉnh Hưng Yên, giải hai thể đơn vị hành chính là huyện Vũ Thư và Thành phố Thái Bình.
Thành lập phường Vũ Phúc trên cơ sở hợp nhất diện tích tự nhiên và dân số của các xã của huyện Vũ Thư là Nguyên Xá, Song An, Trung An và hai địa phương thuộc Thành phố Thái Bình là xã Vũ Phúc và phường Phú Khánh.